# Molitor (Wisconsin)
Molitor es un pueblo ubicado en el condado de Taylor en el estado estadounidense de Wisconsin. En el Censo de 2010 tenía una población de 324 habitantes y una densidad poblacional de 3,48 personas por km².

## Geografía
Molitor se encuentra ubicado en las coordenadas 45°15′8″N 90°30′30″O / 45.25222, -90.50833. Según la Oficina del Censo de los Estados Unidos, Molitor tiene una superficie total de 93.12 km², de la cual 91.44 km² corresponden a tierra firme y (1.8%) 1.68 km² es agua.

## Demografía
Según el censo de 2010, había 324 personas residiendo en Molitor. La densidad de población era de 3,48 hab./km². De los 324 habitantes, Molitor estaba compuesto por el 98.15% blancos, el 0% eran afroamericanos, el 0.31% eran amerindios, el 0% eran asiáticos, el 0.62% eran isleños del Pacífico, el 0% eran de otras razas y el 0.93% pertenecían a dos o más razas. Del total de la población el 1.85% eran hispanos o latinos de cualquier raza.